# Lagergroßhandel
Von Lagergroßhandel spricht man, wenn von den Großhandelsumsätzen der größte Teil mit dem Verkauf von Waren aus dem Lager (also keinen Streckengeschäften) erzielt wird. Die Waren werden vom Großhandelsunternehmen eingekauft, eingelagert und aus dem Lager an die Kunden verkauft.